# La Seine Musicale
La Seine Musicale er et musik- og scenekunstcenter beliggende på Île Seguin, en ø i Seinen-floden mellem Boulogne-Billancourt og Sèvres, i den vestlige udkant af Paris, Frankrig.

## Program
La Seine Musicale åbnede den 22. april 2017 med en koncert af Orquestra Insula, akkompagneret af Cor Accentus, dirigeret af Laurence Equilbey. I åbningsugen, den 21. april 2017, blev Bob Dylan den første kunstner til at opføre en musikalsk koncert der. Den 8. december 2018 var spillestedet vært for den endelige lodtrækning til FIFA Women's World Cup 2019.
Den 20. maj 2021 annoncerede European Broadcasting Union (EBU) og den franske tv-station France Télévisions, at spillestedet ville være vært for Junior Eurovision Song Contest 2021. Konkurrencen, der fandt sted den 19. december 2021, var første gang, Frankrig var vært for konkurrencen, og den første Eurovision-begivenhed, der blev afholdt i landet siden Eurovision Young Dancers-konkurrencen i Lyon i 1999.